# Erik Pausin
Erik Pausin (n. 18 aprilie 1920, Viena, Republica Austriacă – d. 26 mai 1997) a fost un patinator artistic ce a reprezentat Germania, medaliat olimpic. A participat la o ediție a Jocurilor Olimpice (1936) în care a câștigat o medalie de argint.

## Participări
Lista de mai jos prezintă principalele competiții la care a participat Erik Pausin de-a lungul carierei.
- figure skating at the 1936 Winter Olympics – pairs[*]